# Modern Music Band
Modern Music Band var en musikgrupp från Borås.
Modern Music Band spelade melodisk jazzrock med såväl engelska som svenska texter. År 1972 utgavs det självbetitlade albumet Modern Music Band (Spark LP10008) med låtar som QZ 4800 och Granvisan. På detta album medverkade Ann Bengtsson (sång), Tomas "Tjommen" Andersson (keyboards, flöjt och sång), Stefan Sandberg (gitarr och sång), Ove Claesson (trumpet), Peter Lindström (trombon), Lars Eriksson (saxofon), Lennart Franzén (bas) och Börje Svensson (trummor).